# Ivan Matušík
Ivan Matušík (12. července 1930 Bratislava – 20. února 2022) byl slovenský architekt.
Jeho tvorba desetiletí představuje jeden z vrcholů slovenské architektury. Ve své tvorbě vychází z tradic funkcionalismu na Slovensku, sleduje vývoj evropské a světové architektury. Za obchodní dům Prior v Bratislavě získal v roce 1969 nejvyšší odborné ocenění, cenu Dušana Jurkoviče. V roce 1995 mu Spolek architektů Slovenska udělil za jeho celoživotní dílo Cenu Emila Belluše. Mezi jeho poslední a nejvýznamnější díla patří futuristický rodinný dům Elipsion v Senci a vítězný návrh z veřejné anonymní soutěže na bratislavské Podhradie Vydrica.

## Život
V roce 1949 začal studium na FA a PS SVŠT v Bratislavě, které ukončil v roce 1953. V roce 1954 pracoval v ateliéru prof. Světlíka na ÚP města Bratislavy. Po absolvování vojenské služby v Praze-Motole, nastoupil jako projektant do Vojenského Projektového Ústavu (VPÚ) v Bratislavě v roce 1955. V témže roce se oženil s profesní kolegyní Gabrielou Churovou. V roce 1957 Slovenský výbor pro výstavbu Bratislavy začal vydávat časopis Projekt a Ivan Matušík se stal členem jeho první redakční rady. V letech 1958 – 61 pracoval jako vedoucí projektant v podniku STAVOPROJEKTA v Bratislavě. V letech 1961–1967 se stává hlavním projektantem Státního projektového ústavu obchodu Brno (ŠPÚO) – ateliér Bratislava. A později v letech 1968–1989 jeho ředitelem, se sídlem na Laurinské ul.
V letech 1976–1980 působil jako externí pedagog na FA SVŠT v Bratislavě. Od roku 1994 byl autorizovaným architektem Slovenské komory architektů (SKA).

## Ocenění a realizované stavby Ivana Matušíka
- 1957 – byl postaven bratislavský Slimák
- 1969 – Cena Dušana Jurkoviče za komplex OD PRIOR s hotelem Kyjev a budovy ministerstev na Kamenném náměstí a Špitálské ulici v Bratislavě. Koncepce areálu na Kamenném náměstí v Bratislavě představuje jeden z nejvýznamnějších stavebních počinů v centrální části města po 2. světové válce. Rozsahem tento areál překonává pouze areál na Nám. svobody se soustředěnou výstavbou vysokých škol, budovy ministerstva dopravy a spojů ČR, Slovenského rozhlasu a NBS, který se budoval od roku 1942 až dodnes.
- 1995 – Cena Emila Belluša za celoživotní dílo v oblasti architektury
- 1996 – Pocta ministra kultury ČR, medaile
- 2002 – Cena Dušana Jurkoviče, cena udělena na vernisáži v Galerii architektury SAS dne 4. prosince 2002 za realizované architektonické dílo Elipsion – dům u Slunečních jezer v Senci
- 2003 – CE.ZA.AR, cena SKA v kategorii rodinné domy za dům Elipsion
- 2003 – Cena ministra V a RR ČR – progresivní bydlení za dům Elipsion
- 2003 – vydaná monografie Ivan Matušíka – život s architekturou
- 2006 – Finalisté CE.ZA.AR 2006 – Rodinný dům Pátrium
- 2007 – Křišťálové křídlo v kategorii architektura za rodinné domy Elipsion a Pátrium a obytný dům Triangolo

## Charakteristika
Matušíkova architektura poskytuje dostatek prostoru k zamyšlení se nad její kvalitou v čase.
K architektuře se přistupovalo různě. Například v 60. letech plnila svými výrazovými prostředky důležitou roli při angažování lidu za plnění základních úkolů a cílů socialistické společností. Architektura měla v podmínkách socialismu a vědeckotechnické revoluce účinně vyjádřit ideje socialismu a optimálně splnit užitkové a funkční potřeby socialistické společnosti. Je přímo obdivuhodné, že přesto se občas podařilo postavit skvostnou architekturu. Vedle sídlišť, které tak nějak měly naplnit potřeby socialistického člověka vznikly velkorysé projekty. V centru Bratislavy v 60. letech vyrostl komplex Prior a Kyjev. Stavba, která svou vyváženou architekturou mírně uklidila centrum Bratislavy, dodnes projevuje svou nadčasovost. Snad jen v období sílící postmoderní architektury, kdy téměř celá společnost začala náhle trpět nedostatkem městskosti, nedostatkem historických vazeb či danosti, absencí genia loci, se objevily protesty. Mnozí netušili o historické vazbě nic, ale náhle se stali její výraznými zachránci a věřícími génia loci, byť i jen z podnětu romantického prociťování protestu. Jakoby Prior zda Kyjev nebyly dostatečně městské prvky či génia loci nevytvářely. Prior přežil různé změny; měnily se majitelé (Prior, K-Mart, Tesco), měnily se provozní podmínky, ale budova se nezměnila. Z původně navrhovaných vstupů je sice používán jen jeden, provozu to však nevadí a nikdy to nevedlo k fyzickému zrušení těch nepoužívaných. Některé změny však přinášejí negativní momenty – namísto původní restaurace v přízemí krčku je dnes počítačová herna, která nepříjemně narušuje sociální prostředí, přímá zásobovací rampa potravin v Tesco byla – vzhledem k různých majitelům uzavřena, což způsobuje mírné komplikace v zásobování. Komplex však funguje spolehlivě a vhodně organizuje tuto část centra.
Ivan Matušík precizně přistupuje ke své tvorbě, o níž svědčí fakt, že byla dobrá před 50 lety a i nyní. Léty ověřenými architektonicky suverénním stavbám přibývají další svěží díla, která nadále příjemně překvapují architektonickou veřejnost. Jak sám autor řekl: „… I malé národy lze identifikovat podle jejich architektonické kultury…“[zdroj?]